# Ламадрид (муниципалитет)
Ламадрид (исп. Lamadrid) — муниципалитет в Мексике, штат Коауила, с административным центром в одноимённом городе. Численность населения, по данным переписи 2020 года, составила 1764 человека.

## Общие сведения
Название Lamadrid дано в честь Франсиско Ламадрида, мексиканского военного, который в 1862 году сражался вместе с генералом Игнасио Сарагосой в битве при Пуэбле.
Площадь муниципалитета равна 673 км², что составляет 0,44 % от общей площади штата, а наивысшая точка — 1180 метров, расположена в поселении Потреро-де-Менчака.
Он граничит с другими муниципалитетами штата Коауила: на севере с Окампо, на востоке с Нададоресом, на юге с Сакраменто, а с Куатро-Сьенегасом на юге и западе.

## Учреждение и состав
Муниципалитет был образован 12 мая 1912 года, в его состав входит 10 населённых пунктов, самые крупные из которых:
| Код INEGI                  | Населённый пункт                                                                   | Численность населения (2005 год) | Численность населения (2010 год) | Численность населения (2020 год) |
| -------------------------- | ---------------------------------------------------------------------------------- | -------------------------------- | -------------------------------- | -------------------------------- |
| 016                        | Всего                                                                              | 1708                             | 1835                             | 1764                             |
| 0001                       | Ламадрид (исп. Lamadrid) 27°02′55″ с. ш. 101°47′37″ з. д. (административный центр) | 1672                             | 1801                             | 1743                             |
| 0035                       | Эль-Апаче (исп. El Apache) 27°03′19″ с. ш. 101°45′01″ з. д.                        | 2                                | 3                                | 4                                |
| 0004                       | Полька (станция) (исп. Polka) 27°02′24″ с. ш. 101°43′18″ з. д.                     | 9                                | 4                                | —                                |
| —                          | Прочие                                                                             | 25                               | 27                               | 17                               |
| Названия на карте Генштаба |                                                                                    |                                  |                                  |                                  |

## Экономика
По статистическим данным 2000 года, работоспособное население занято по секторам экономики в следующих пропорциях:
- сельское хозяйство и скотоводство — 28,6 %;
- производство и строительство — 29,3 %;
- торговля, сферы услуг и туризма — 37,9 %;
- безработные — 4,2 %.

## Инфраструктура
По статистическим данным 2010 года, инфраструктура развита следующим образом:
- электрификация: 98,4 %;
- водоснабжение: 98,7 %;
- водоотведение: 88,3 %.

## Фотографии

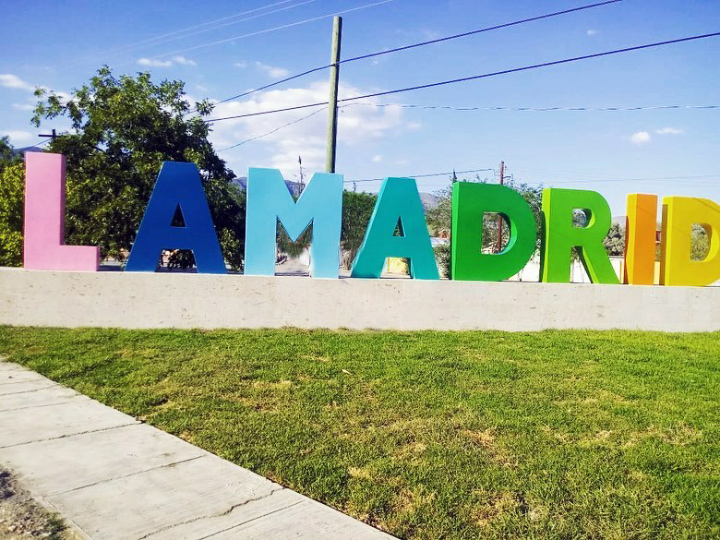
Стела с названием муниципалитета
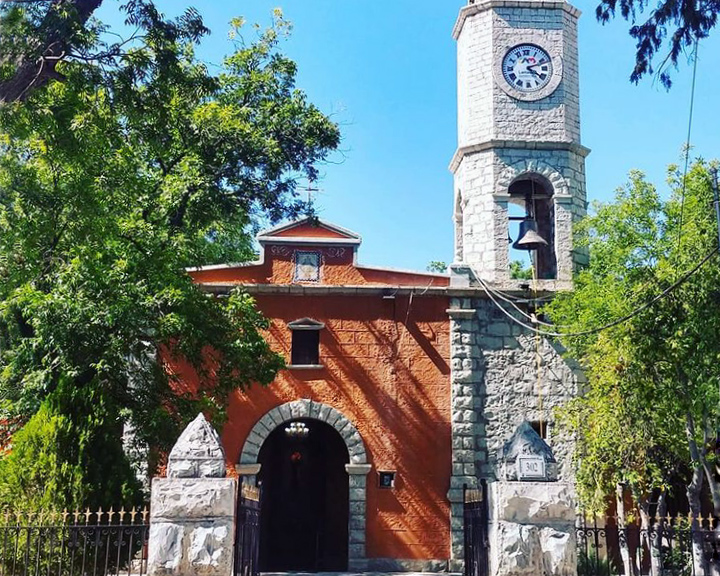
Церковь Росарио, построенная в 1891 году